# 南坪镇 (庄浪县)
南坪镇，原为南坪乡，是中华人民共和国甘肃省平凉市庄浪县下辖的一个乡镇级行政单位。2018年3月撤乡设镇。区划代码改为620825114。

## 行政区划
南坪镇下辖以下地区：
阴洼村、刘坪村、苏坪村、沈坪村、刘靳村、中靳村、大庄村、唐山村、寺门村、大李村、高庄村、史坪村和史湾村。